# Lamporecchio
Lamporecchio település Olaszországban, Toszkána régióban, Pistoia megyében. Lakosainak száma 7367 fő (2023. január 1.). Lamporecchio Cerreto Guidi, Quarrata, Vinci, Larciano és Serravalle Pistoiese községekkel határos.

## Népesség
A település lakossága az elmúlt években az alábbi módon változott:
| Lakosok száma | 7494 | 7493 | 7367 |
|               | 2017 | 2018 | 2023 |